# Бютор, Мишель
Мишель Мари Франсуа Бютор (фр. Michel Butor; 14 сентября 1926, Мон-ан-Барёль, Нор — 24 августа 2016, Контамин-сюр-Арв, Верхняя Савойя) — французский писатель.

## Биография
Родился в Монс-ан-Барёль, пригороде Лилля. Изучал философию в Сорбонне (окончил в 1947 году). Преподавал в Египте, Манчестере, Салониках, США, Женеве. Сотрудничал с бельгийским композитором Анри Пуссёром.

## Творчество
Журналисты и критики ассоциируют его произведения с новым романом, однако Бютор отошёл от этого течения после вышедшего в 1960 году романа «Степень человеческого родства».
Автор нескольких поэтических книг, сборников эссе, многие из которых посвящены художникам (Мондриан, Джакометти, Виейра да Силва, Алешинский и др.).

### Романы
- «Миланский проезд» (1954)
- «Времяпрепровождение» (1956)
- «Изменение» (1957)
- «Степень человеческого родства» (1960)

### Публикации на русском языке
- Бютор М. Изменение; Роб-Грийе А. В лабиринте; Симон К. Дороги Фландрии; Саррот Н. Вы слышите их? М., 1983
- Роман как исследование. М.: МГУ, 2000

## Признание
Лауреат многих литературных премий, включая премию Ренодо (1957), премию Фенеона (1956) Большая литературная премия Французской академии (2013).